# Barque Mésektet
Rê entame son périple souterrain sur la barque Mésektet et traverse les douze heures de la nuit avant de pouvoir renaître au matin. Dans le royaume des morts (la nuit), il doit affronter les forces du chaos.